# 스크림 3
《스크림 3》(영어: Scream 3)은 2000년 개봉한 미국의 슬래셔 영화이다. 스크림 시리즈 세 번째 작품이며, 《스크림 2》(1997)의 속편이다. 웨스 크레이븐이 앞선 시리즈 두 작품과 마찬가지로 연출을 맡았고, 에런 크루거가 각본을 썼다.
슬래셔, 코미디, 본격추리물을 장르 혼합하는 한편 삼부작과 관련한 클리셰를 풍자하였다. 개봉 당시에는 엇갈린 평가를 받았으나 2017년 미투 운동 이후 재평가되었다.
속편 《스크림 4》(2011)로 이어진다.

## 줄거리
영화 속 영화인 "스태브 3"의 관계자들과 촬영 현장을 찾은 우즈버러 생존자들이 고스트페이스 가면을 쓴 살인마의 먹잇감이 된다.

## 출연
- 데이비드 아켓 - 듀이 라일리 역
- 네브 캠벨 - 시드니 프레스콧 역
- 코트니 콕스 아켓 - 게일 웨더스 역
- 패트릭 뎀프시 - 마크 킨케이드 형사 역
- 스콧 폴리 - 로먼 브리저 역
- 랜스 헨릭슨 - 존 밀턴 역
- 맷 키슬러 - 톰 프린즈 역
- 제니 매카시 - 세라 달링 역
- 에밀리 모티머 - 앤젤리나 타일러 역
- 파커 포지 - 제니퍼 졸리 역
- 디언 리치먼드 - 타이슨 폭스 역
- 리에브 슈라이버 - 코튼 위어리 역
- 켈리 러더퍼드 - 크리스틴 해밀턴 역
- 패트릭 워버턴 - 스티븐 스톤 역
- 조시 파이스 - 월리스 역
- 헤더 매터래조 - 마사 미크스 역
- 제이미 케네디 - 랜디 미크스 역
- 제이슨 뮤스, 케빈 스미스 - 제이 앤드 사일런트 밥 역
- 캐리 피셔 - 비앵카 버넷 역

## 우리말 녹음
SBS 성우진 (2001년 7월 29일)
- 이선 - 시드니(네브 캠벨)
- 김관철 - 듀이(데이비드 아켓)
- 이향숙 - 게일(코트니 콕스 아켓)
- 박기량 - 킨케이드(패트릭 뎀프시)
- 윤성혜 - 제니퍼(파커 포지)
- 차명화 - 앤젤리나(에밀리 모티머) / 크리스틴(켈리 러더퍼드) / 시드니 엄마
- 안지환 - 로먼(스콧 폴리)
- 김용식 - 존 밀턴(랜스 헨릭슨)
- 이재정 - 세라(제니 매카시)
- 윤복성 - 톰(맷 키슬러)
- 이병식 - 스톤(패트릭 워버턴)
- 최원형 - 코튼(리에브 슈라이버)
- 김소형 - 타이슨(디언 리치먼드) / 시드니 아빠
- 김순영 - 마사(헤더 매터래조)